# 로베르토 올라베 아란사발
로베르토 올라베 아란사발(스페인어: Roberto Olabe Aranzábal, 1967년 10월 20일, 1967년 10월 20일, 바스크 주 비토리아-가스테이스 ~)은 스페인의 전직 축구 골키퍼이자 감독이다.

## 선수 경력
바스크 주 비토리아-가스테이스 출신인 올라베는 성인 무대에서 10년 활약했다. 그는 현역 시절에 살라망카 소속으로 세군다 디비시온 36경기를 치렀고, 레알 소시에다드 소속으로 라 리가 2경기 치렀다.
올라베는 1995년 10월 15일, 1-2로 패한 메리다와의 안방 경기에 선발로 출전해 스페인 1부 리그 신고식을 치렀다. 그는 4년 동안 아노에타에서 머물면서 주전 수문장 알베르토의 후보 자리를 맡았다.

## 감독 경력
올라베는 1999년 6월에 32세가 되기도 전에 은퇴했다. 그는 이후 레알 소시에다드 유소년부 감독으로 취임했다.
2001-02 시즌 말, 올라베는 존 토샥이 해임되어 공석이 된 1군의 감독으로 취임했고, 막판 9번의 리그 경기에서 5승 2무를 추가하면서 강등을 피했다. 2002년 7월 2일, 그는 헤수스 마리아 사모라 수석 코치와 함께 정식 감독 면허가 없었기에 4개월 활동 중지 징계를 받았다.
레알 소시에다드 단장을 역임하던 올라베는 2005년 12월 27일에 에이바르의 지휘봉을 잡았다. 그러나, 그는 3달 만에 경질되었고, 에이바르는 2부 리그에서 강등당했다.
2010-11 시즌, 올라베는 알메리아의 3번째 감독이 되었는데, 그 전까지 그는 알메리아의 단장을 역임했었다.– 안달루시아 연고 구단은 4년 만에 1부 리그에서 강등당했다. 같은 해 여름, 그는 레알 우니온의 감독으로 취임했다.
올라베는 2018년 3월에 로렌의 바통을 이어받아 레알 소시에다드의 단장으로 취임했다.

## 사생활
동명의 아들 또한 축구 선수이다. 아들은 측면 미드필더로 한때 레알 소시에다드의 선수였다.